# Martinovská nádrž
Martinovská nádrž je chráněný areál v oblasti Cerová vrchovina.
Nachází se v katastrálním území obce Martinová v okrese Rimavská Sobota v Banskobystrickém kraji. Území bylo vyhlášeno či novelizováno v roce 1988 na rozloze 14,5508 ha. Ochranné pásmo nebylo stanoveno.